# Jesse Jeremiah
Jesse Jeremiah, né en 1988, est un pompier, haltérophile et homme politique nauruan.

## Biographie
Pompier de profession dans les Services de Secours et du Feu de Nauru, il prend part aux épreuves de force athlétique aux Jeux du Pacifique de 2011 à Nouméa. Pesant 119,2 kg, il concourt dans la catégorie des moins de 120 kg, et remporte la médaille de bronze. Absent aux Jeux du Pacifique de 2015 et de 2019, il effectue son retour sur la scène sportive internationale aux Championnats d'Océanie de 2021 où il concourt dans la catégorie des plus de 120 kg, et y remporte la médaille d'or. Aux Championnats d'Océanie de 2022, pesant 170 kg, c'est à l'épreuve de développé couché qu'il participe ; il y obtient la médaille d'or, ayant soulevé 215 kg,.
Candidat malheureux dans la circonscription de Meneng aux élections législatives nauruanes de 2019, il est élu député de cette même circonscription aux élections de 2022, devançant le député sortant Lyn-Wannan Kam. Le nouveau président de la république, Russ Kun, le nomme ministre adjoint aux Services d'urgence,. Le 22 mars 2023, il devient également ministre adjoint aux Sports. 
Fin octobre 2023, il change de camp, à l'instar de plusieurs autres membres du gouvernement, et permet à l'opposition parlementaire de faire chuter le gouvernement Kun et d'élire David Adeang nouveau président de la république. Il est récompensé par un poste de ministre de rang plein, étant nommé ministre du Développement des infrastructures, ministre de la Gestion de l'environnement et de l'Agriculture, ministre des Services d'urgence, et ministre des Sports,.